# تيد موسى
تيد موسى هو زعيم قبيلة كندي، ولد في 1950 في قرية إيستماين ‏ في كندا.